# Thủ tướng Bỉ
Thủ tướng Bỉ (tiếng Hà Lan: Eerste minister van België; tiếng Pháp: Premier ministre de Belgique; tiếng Đức: Premierminister von Belgien) là người đứng đầu chính phủ liên bang của Bỉ, và là người quyền lực nhất trong nền chính trị của Vương quốc Bỉ.
Mặc dù các Lãnh đạo Chính phủ (tiếng Pháp: Chefs de Cabinet) đã được chỉ định từ khi đất nước độc lập, nhưng mãi cho đến năm 1918, Quốc vương Bỉ thường chủ trì Hội đồng Bộ trưởng, vì vậy "Kỷ nguyên Thủ tướng" bắt đầu sau Thế chiến I trong nhiệm kỳ của Léon Delacroix. Tầm quan trọng chính trị của Hoàng gia giảm dần theo thời gian, trong khi vị trí Thủ tướng dần trở nên quan trọng hơn.
Bart De Wever, thành viên của Đảng Liên minh Flemish mới, được bổ nhiệm làm thủ tướng mới vào ngày 3 tháng 2 năm 2025.
Thủ tướng được bổ nhiệm bởi Quốc vương, cùng với các bộ trưởng và chức vụ khác của chính phủ liên bang. Là người đứng đầu chính phủ, họ là những người đầu tiên được bổ nhiệm. Theo Hiến pháp, các sắc lệnh của Quốc vương chỉ có hiệu lực khi có chữ ký của một bộ trưởng. Vì lý do này, Thủ tướng sắp mãn nhiệm thường phản đối Đạo luật bổ nhiệm Thủ tướng mới và Thủ tướng mới phản đối Đạo luật từ chức của Thủ tướng từ chức.

## Quyền hạn
Bên cạnh việc điều phối các chính sách của chính phủ, Thủ tướng có trách nhiệm thực hiện đúng thỏa thuận liên minh. Thủ tướng cũng chủ trì các cuộc họp của Hội đồng Bộ trưởng và quản lý các xung đột về năng lực giữa các bộ trưởng. Ngoài ra, Thủ tướng còn đại diện cho liên minh chính phủ cả trong và ngoài nước.
Thủ tướng là người trình bày tình hình đất nước trước Quốc vương và báo cáo chính sách của chính phủ tại Nghị viện. Ông hoặc bà Thủ tướng cũng có thể yêu cầu Quốc hội bỏ phiếu tín nhiệm, thậm chí có thể dẫn đến việc chính phủ từ chức trong trường hợp bỏ phiếu bất tín nhiệm. Trừ khi Thủ tướng từ chức vì việc riêng, còn không thì cả chính phủ từ chức. Thủ tướng cũng đại diện cho Bỉ trong các tổ chức quốc tế khác nhau, cùng với Bộ trưởng Bộ Ngoại giao. Do cải cách nhà nước, Thủ tướng đã thực hiện một số nhiệm vụ bổ sung, chẳng hạn như giám sát mối quan hệ giữa các khu vực và cộng đồng khác nhau của đất nước, và chủ trì ủy ban thảo luận bao gồm các đại diện chính phủ của tất cả các thực thể liên bang.
Mặc dù không bắt buộc, Thủ tướng phải thông thạo cả tiếng Pháp và tiếng Hà Lan.

## Bổ nhiệm
Một ngày sau cuộc bầu cử liên bang, Thủ tướng đương nhiệm đệ đơn từ chức của Chính phủ lên Quốc vương. Sau đó, Quốc vương yêu cầu chính phủ vừa từ chức tiếp tục với tư cách là một chính phủ tạm quyền cho đến khi một chính phủ mới được thành lập. Sau đó, Quốc vương tham khảo ý kiến của một số chính trị gia nổi tiếng để xác định những khả năng thành lập chính phủ khác nhau. Ông thường tham khảo ý kiến của các chủ tịch Hạ viện và Thượng viện, các đảng chính trị quan trọng nhất và những người khác có tầm quan trọng về chính trị và kinh tế xã hội. Sau khi tham khảo ý kiến, Quốc vương sẽ chỉ định các ứng viên nhận được ủng hộ từ các đảng phái chính trị khác nhau để thành lập chính phủ mới. Sau khi tham vấn, người được nhiều sự ủng hộ nhất sẽ được bổ nhiệm là Thủ tướng.